# Elcaribe scarbroughi
Elcaribe scarbroughi är en tvåvingeart som beskrevs av Webb 2006. Elcaribe scarbroughi ingår i släktet Elcaribe och familjen stilettflugor.
Artens utbredningsområde är Bahamas. Inga underarter finns listade i Catalogue of Life.